# Flughafen Split

i8
i11
i13
Der Flughafen Split-Kaštela (kroat. Zračna luka Split-Kaštela, IATA-Code: SPU, ICAO-Code: LDSP) ist der Verkehrsflughafen der kroatischen Großstadt Split und einer der wichtigsten Flughäfen des Landes. Er dient als Drehkreuz von Croatia Airlines.

## Lage und Verkehrsanbindung
Der Flughafen Split-Kaštela befindet sich zwischen Trogir und Kaštela, etwa 12 Kilometer nordwestlich von Split.
Es gibt einen Busshuttle von Croatia Airlines Tochterunternehmen PlesoPrijevoz, der den Flughafen mit dem Zentrum am Hafen von Split verbindet. Dort besteht Anschluss zu Zügen, Bussen und Fähren.
Fahrkarten können im Bus erworben werden. Die Abfahrtszeiten vom und zum Flughafen sind mit den Flugplänen jedes Linienfliegers abgestimmt. Der Preis für ein Einzelticket beträgt 8 € (Stand 2023). Der Flughafen wird durch Busse in den öffentlichen Personennahverkehr eingebunden, die Linien Nr. 37 und 38 verbinden den Flughafen mit den Zentren von Split, Kastela und Trogir. Die Haltestellen befinden sich direkt an der Einfahrt zum Flughafengelände.
Mit dem Pkw ist der Flughafen unter anderem über die Autobahn A1 zu erreichen. Der Flughafen verfügt über 353 Parkplätze.

## Geschichte

### Anfänge und Kroatienkrieg

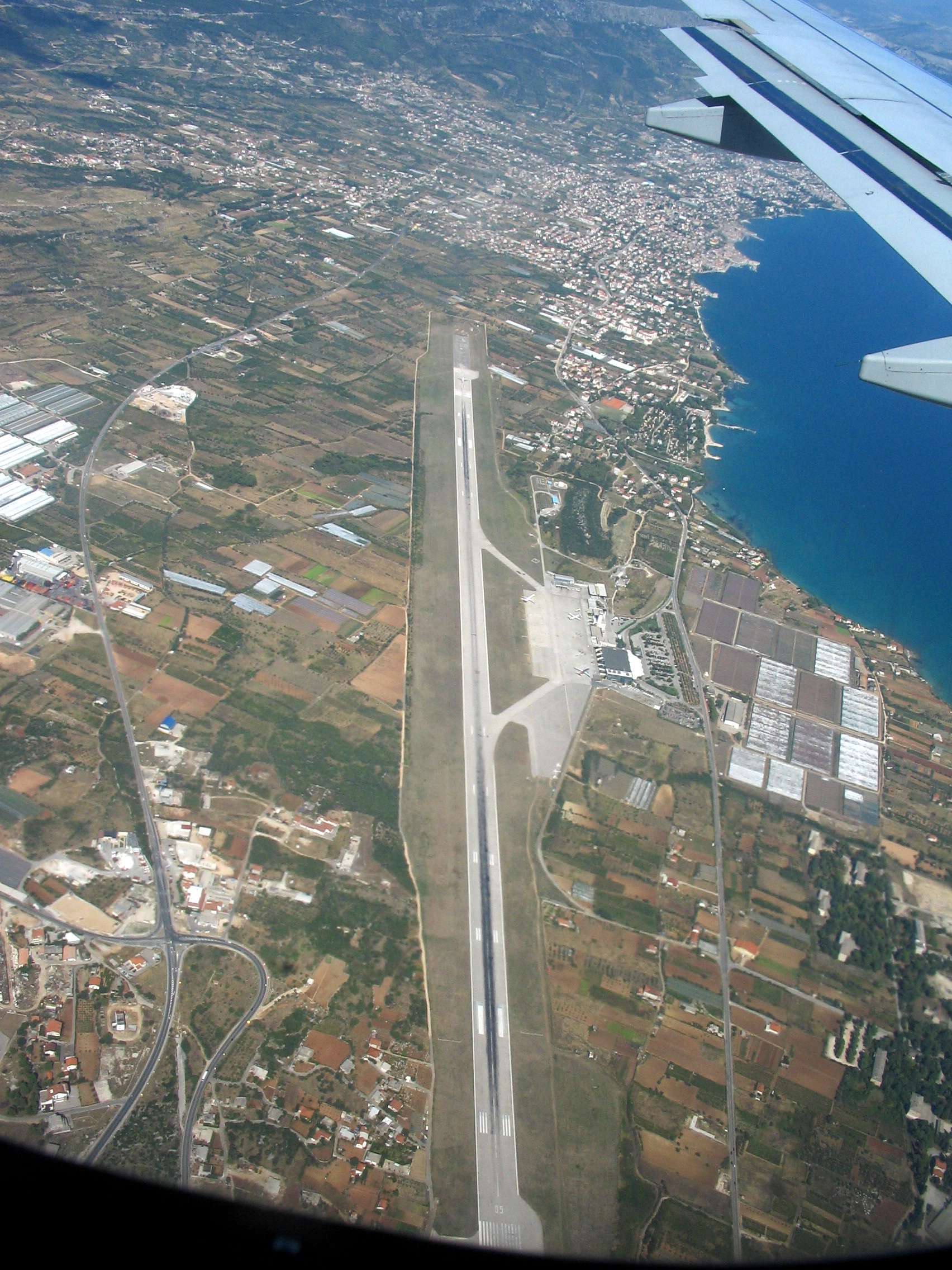
Luftbild

Flughafen Split vom Malačka aus gesehen

Der Flughafen wurde am 25. November 1966 für den Flugverkehr in Betrieb genommen und war auf eine Jahreskapazität von 150.000 Passagieren ausgelegt. Doch bereits im Jahr 1969 wurden 235.000 Passagiere abgefertigt, weshalb der Flughafen daraufhin ausgebaut wurde.
Durch den Zerfall Jugoslawiens und den darauffolgenden Kroatienkrieg wurde der Flughafen im Jahre 1991 für den Flugverkehr gesperrt. Im April 1992 wurde der Flugbetrieb wieder aufgenommen, allerdings zuerst nur für Militärmaschinen der NATO und der UN.

### 21. Jahrhundert und Ausbaupläne
Seit Beginn des 21. Jahrhunderts verzeichnet der Flughafen jedes Jahr einen neuen Rekord an Passagieren. Im Jahr 2018 waren es 3.124.067 Fluggäste. Da die Jahreskapazität schon im Jahr 2016 überschritten worden ist, wurde der Flughafen ausgebaut. Neben einem neuen Terminal und einem vergrößerten Parkplatz wurde auch eine zur Start- und Landebahn parallele Rollbahn gebaut. Dadurch kann der Flughafen bis zu 3,5 Millionen Passagiere abfertigen. Am 13. Juni 2019 konnte das neue Terminal, trotz Streitigkeiten mit angrenzenden Grundstücksbesitzern, pünktlich eröffnen. Vor dem Ausbau des neuen Terminals verfügte der Flughafen über eine 14.000 Quadratmeter große Ankunfts- und Abflughalle, mit 45.000 Quadratmeter ist der Nachfolger nun mehr als drei Mal so groß.

## Militärischer Teil
Der Flughafen wurde und wird von der Kroatischen Luftwaffe auch militärisch genutzt. Diese verfügt südlich des Flugplatzes über eigene Infrastruktur und nennt den Fliegerhorst „Divulje-Split“. Während der 1950er-Jahre wurde ein Retablierstollen westlich der Zubringerstraße zur E65 mit der Bezeichnung „Objekat Cetina“ erbaut. Der Fliegerhorst verfügt über eine große Platte für 10 Hubschrauber. Der Retablierstollen ist als durchfahrbarer, u-förmiger Tunnel ausgelegt. Die beiden Ein- bzw. Ausgänge sind 10–15 m in den Felsen eingeschnitten. Im Retablierstollen ist Platz für ca. 10–20 Kampfflugzeuge. Zur Zeit der Nutzung durch die JNA waren am Militärflugplatz Flugzeuge der Typen J-1 Jastreb, IJ-22 Orao, CL-215 sowie Hubschrauber der Typen SA 341, Ka-25, Ka-28, Mi-14 und Mi-8 der 97. Aviation Brigade stationiert. Heute wird der Retablierstollen von den MiG-21 der kroatischen Luftwaffe genutzt.

## Fluggesellschaften und Ziele
Der Flughafen wird aus dem deutschsprachigen Raum direkt bedient: Croatia Airlines fliegt nach Frankfurt am Main, München, Berlin-Tegel, Dresden, Düsseldorf, Leipzig, Wien und Zürich. Lufthansa bedient Frankfurt am Main und München, Austrian Airlines fliegt nach Wien, Condor Flugdienst nach Frankfurt am Main, EasyJet nach Hamburg, Berlin-Schönefeld, Genf und Basel, Eurowings nach Berlin-Tegel, Köln/Bonn, Hamburg, Hannover, Düsseldorf, Dortmund und Stuttgart, sowie  Edelweiss Air nach Zürich in die Schweiz. Laudamotion fliegt aus Stuttgart sowie Nürnberg nach Split. Darüber hinaus fliegen viele Airlines als Charter im Auftrag namhafter europäischer Reiseveranstalter den Flughafen Split an.

## Verkehrszahlen
| Jahr                  |           |             |
| --------------------- | --------- | ----------- |
| 2023                  | 3.358.902 | 000+15,5 %  |
| 2022                  | 2.908.577 | 000+84,4 %  |
| 2021                  | 1.577.584 | 000+133,9 % |
| 2020                  | 674.366   | 000-79,6 %  |
| 2019                  | 3.301.930 | 000+5,7 %   |
| 2018                  | 3.124.067 | 00+10,9 %   |
| 2017                  | 2.818.176 | 00+23,1 %   |
| 2016                  | 2.289.987 | 00+17,1 %   |
| 2015                  | 1.955.400 | 00+11,6 %   |
| 2014                  | 1.752.657 | 00+10,8 %   |
| 2013                  | 1.581.734 | 1.581.734   |
| Quelle: Split Airport |           |             |